# خلالة سنغالية
خلالة سنغالية (الاسم العلمي: Acetobacter senegalensis) هي نوع من البكتيريا يتبع جنس الخلالة من الفصيلة الخلالية.